# Směrnice o autorském právu na jednotném digitálním trhu
Směrnice o autorském právu na jednotném digitálním trhu 2019/790 (dříve jako návrh 2016/0280 (COD)), nazývaná také Směrnice EU o autorském právu, je směrnice Evropské unie, která má zajistit „dobře fungující trh pro využívání děl a jiných předmětů ... s přihlédnutím zejména k digitálnímu a přeshraničnímu využití chráněného obsahu“. Rozšiřuje stávající právní předpisy Evropské unie o autorských právech a je součástí projektu jednotného digitálního trhu EU.
Směrnici poprvé představil Výbor pro právní záležitosti Evropského parlamentu dne 20. června 2018 a Evropská komise schválila směrnici dne 12. září 2018 a prošla formálními diskusemi v trialogu. Rumunsko předložilo jako předsednická země v lednu roku 2019 kompromisní návrh. Devět zemí (Německo, Belgie, Nizozemsko, Lucembursko, Finsko, Švédsko, Slovinsko, Itálie, Polsko) kompromisní návrh zamítlo kvůli kontroverzním článkům 11 a 13. Směrnice dne 26. 3. 2019 úspěšně prošla schvalovacím procesem. Členské státy EU jsou povinny přijmout zákony zavádějící tuto směrnici.
Evropská rada uvádí jako klíčové cíle směrnice, chránit tištěné publikace, snižuje „mezery mezi hodnotami“ mezi zisky vytvořenými internetovými platformami a tvůrci obsahu, povzbuzuje „spolupráci“ mezi těmito dvěma skupinami a vytváří výjimky z autorských práv pro textové a datové dolování. Specifické návrhy směrnice zahrnují udělení vydavatelům přímého autorského práva na používání jejich publikací prostřednictvím internetových platforem jako jsou agregátory online zpráv (článek 11) a vyžadují, aby webové stránky, které primárně hostí obsah zveřejněný uživateli, přijaly „vhodná a přiměřená“ opatření k zabránění neoprávněnému uveřejňování obsahu chráněného autorskými právy nebo odpovědnost za akce uživatelů (článek 13).
Články 11 a 13 (ve finální verzi přečíslované jako 15 a 17) přitahují rozsáhlou kritiku a diskusi evropských a amerických politických stran s obavami, že směrnice by omezila projev na Internetu tím, že bude vyžadovat, aby webové stránky získaly licence pokud chtějí odkazovat na zprávy a že článek 13 by vyžadoval použití technologií pro přizpůsobování obsahu, které nemohou identifikovat poctivé jednání jako je např. parodie. Příznivci směrnice, většinou mediální skupiny a vydavatelé, odmítají tyto argumenty a tvrdí, že kampaně týkající se dezinformace a astroturfingu provádějí velké internetové platformy, jako je Google.

## Legislativní proces

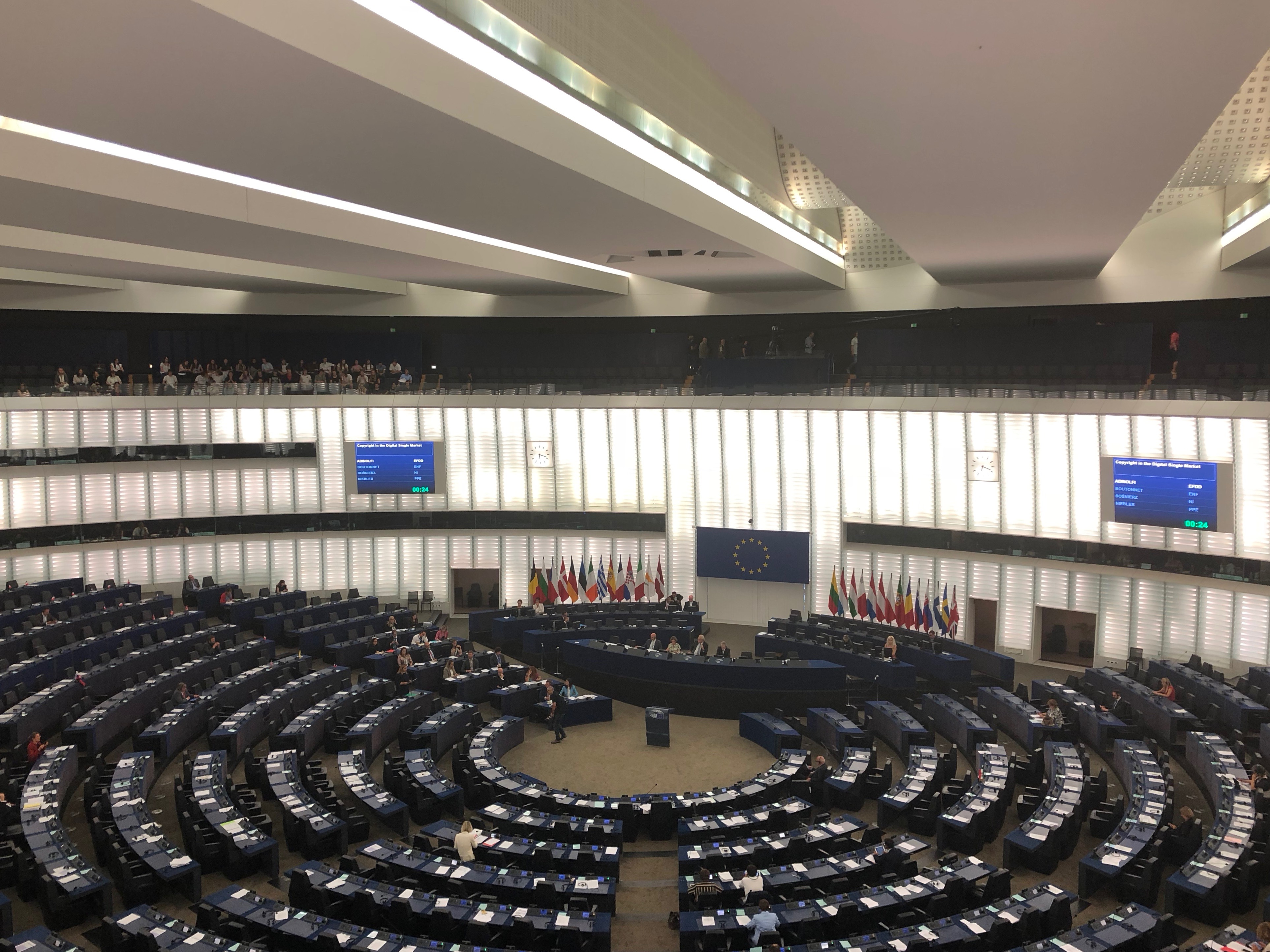
Zasedání Evropského parlamentu ve Štrasburku 11. září 2018

Návrh směrnice vydala Evropská komise 14. září 2016. Výbor stálých zástupců Rady Evropské unie směrnici schválil 25. května 2018 a připravil ji pro hlasování v Evropském parlamentu bez podpory Německa, Finska, Nizozemska, Slovinska, Belgie a Maďarska. Směrnice neprošla 5. července 2018 hlasováním Evropského parlamentu, čímž se prodloužila doba pro její projednávání. Proti přijetí hlasovalo 318 europoslankyň a europoslanců, pro 278 a 31 se zdrželo.
12. září 2018 Evropský parlament schválil upravenou verzi směrnice a poslal ji tak k projednávání v trialogu Evropské komise, Rady Evropské unie a Evropského parlamentu. Ten skončil v únoru 2019 a návrh se tak mohl posunout k závěrečnému hlasování Evropského parlamentu 26. března 2019. Ten návrh, bez hlasování o změnách, přijal v poměru hlasů 348 pro, 274 proti a 36 se zdrželo. Konečný text směrnice byl vydán v Úředním věstníku Evropské unie dne 17. května 2019. Členské státy mají dva roky na zavedení směrnice do svého práva.
Z europoslanců zvolených za ČR hlasovali pro přijetí směrnice v předložené podobě pouze Pavel Svoboda a Michaela Šojdrová (oba za KDU-ČSL), ostatní přítomní včetně jejich spolustraníka Tomáše Zdechovského byli proti návrhu nebo se zdrželi hlasování.
Výsledky hlasování Evropského parlamentu 26. března 2019 podle politické frakce (bez korekcí)
První zemí zavádějící obsah směrnice do svého právního řádu má být v říjnu 2019 Francie. Společnost Google už v září oznámila, že nebude ve Francii zobrazovat úryvky z článků, ale jen jejich titulky. V reakci na toto prohlášení podala l’Alliance de la Presse d’Information Générale, která zastupuje vydavatele tisku, stížnost k francouzskému antimonopolnímu úřadu pro zneužití dominantního postavení na trhu.

## Obsah směrnice
Na stránkách Evropského parlamentu je v češtině k dispozici přehled schválených pozměňovacích návrhů, který prošel prvním čtením.

### Článek 3
Článek 3 navrhuje výjimku z autorského práva pro vytěžování dat výzkumnými organizacemi.
Pozměňovací návrh: "Členské státy stanoví výjimku z práv (...) s ohledem na rozmnožování a extrakce děl nebo jiných předmětů ochrany, k nimž mají výzkumné organizace zákonný přístup a které jsou prováděny v zájmu vytěžování textů a dat těmito organizacemi pro účely vědeckého výzkumu."

### Článek 11 / Článek 15
Článek 11 vyžaduje po členských státech Evropské unie zavedení nového práva pro vydavatele tisku při sdělování jejich publikací veřejnosti poskytovateli služeb informační společnosti podle článku 2 a článku 3, odstavce 2 Směrnice o harmonizaci autorského práva (2001/29/ES). Toto právo by se nemělo vztahovat na jednotlivá slova nebo „velmi krátké“ úryvky a mělo by trvat zhruba dva roky od zveřejnění článku.
Cílem článku 11 je poskytnout vydavatelům tisku získat peněžní kompenzaci za poskytnutí náhledu článků uživatelům vyhledávačů, sociálních sítí nebo agregátorů zpráv.
Podobné ustanovení bylo již dříve aplikováno v Německu a ve Španělsku.
Článek 11 byl v březnu 2019 přečíslován na článek 15.

#### Podpora
Článek ocenila Unie vydavatelů ČR a Evropský svaz vydavatelů tisku ENPA.
V srpnu 2018 zaslal zahraniční zpravodaj agentury AFP Sammy Ketz otevřený dopis europoslancům. V dopise popsal finanční problémy, kterým média čelí zejména v kontextu válečného a krizového zpravodajství, a jako řešení uvedl navrhované licencování žurnalistického obsahu vyhledávačům, aby „média nemusela získávat peníze od čtenářů“. Europoslance, kteří v červnu 2018 hlasovali proti článku 11, nepřímo označil za „oklamané podvodným lobbingem“. Otevřený dopis podpořilo 103 novinářů z 27 zemí, mj. Radka Marková (ČTK), Jakub Szántó (ČT) a Lucie Vopálenská (ČRo).
Pro zavedení práva pro vydavatele tisku se vyslovil i europoslanec Pavel Svoboda. Podle něj nezavedení odměn poškodí kvalitu tisku a odmítá, že by toto právo bylo cenzurou Internetu.

#### Kritika
Senát Parlamentu ČR se ve svém usnesení z 9. března 2017 vyjádřil negativně k nově zavedenému právu pro vydavatele tisku s odkazem na dřívější pokusy zavést podobná práva v Německu a Španělsku. Požadoval rovněž, aby byly z tohoto práva jednoznačně vyloučeny jednotlivé odkazy.
Proti nově zavedenému právu pro vydavatele se kriticky postavilo také 169 akademiků zabývajících se oblastmi práva duševního vlastnictví, internetového práva a žurnalistických studií. Podle nich by aplikace tohoto článku mohla mj. zvýšit koncentraci vlastnictví médií u zavedených vydavatelů.
Podle organizace Electronic Frontier Foundation by článek zničil otevřený přístup (Open Access) ve zpravodajství vydávaném pod licencemi Creative Commons vytvořením zvláštního práva pro komerční využití zpravodajství, jehož by se autoři a vydavatelé nemohli sami vzdát.
V ČR článek kritizoval Svaz průmyslu a dopravy ČR, Hospodářská komora České republiky, ICT Unie a Seznam.cz.

### Článek 13 / Článek 17
Článek 13 nahrazuje výjimku „prostého přenosu“ od porušení autorských práv pro poskytovatele služeb pro online sdílení obsahu s novou podmíněnou výjimkou odpovědnosti. Tyto podmínky představují zavedení „účinných a přiměřených opatření“ na „zabránění dostupnosti konkrétních (nelicencovaných) děl identifikovaných držiteli práv“, který „urychleně“ jedná za účelem jejich odstranění a prokazuje, že „bylo vynaloženo co největší úsilí“ k zabránění „budoucí dostupnosti“. Článek také rozšiřuje veškeré licence udělené poskytovatelem obsahu svým uživatelům, pokud tito uživatele nekonají „na komerční bázi“.
Fakticky se tak přenáší odpovědnost za porušení autorských práv od uživatelů směrem ke službám pro sdílení obsahu.
Článek směřuje členské státy, aby zvážily velikost poskytovatele, množství nahraného obsahu a účinnost uložených opatření „s ohledem na technologický vývoj“. Také pověřuje odvolací proces, a vyžaduje, aby hostitelé obsahu sdíleli s vlastníky „informace o využívání obsahu“, jejichž nedostatek byl v minulosti sporným bodem.
Z působnosti článku jsou vyjmuty společnosti, které existují méně než 3 roky, mají roční obrat nižší než 10 milionů eur a méně než 5 milionů uživatelů měsíčně.
Článek 13 byl v březnu 2019 přečíslován na článek 17.

#### Podpora
Článek 13 spolu s celou reformou autorského práva v otevřeném dopise europoslancům podpořil hudebník Paul McCartney.

#### Kritika
Článek 13 se potýká s rozsáhlou kritikou nad možností, že by mohlo dojít k negativnímu účinku na svobodu slova na Internetu. Ačkoli článek požaduje od poskytovatelů pouze „nejlepší úsilí“, je kritiky i zastánci široce akceptováno, že k tomu, aby byly splněny požadavky na zabránění budoucí dostupnosti, budou muset větší společnosti zavádět technologii pro shromažďování obsahu podobnou systému YouTube Content ID. Kritici zdůrazňují otázku falešných pozitiv v rámci těchto systémů a jejich neschopnost zohledňovat výjimky z autorských práv. Příznivci a třetí strany poukazují na to, že služba YouTube používá Content ID po dobu přibližně deseti let a přesto zůstává úspěšným hostitelem pro obsah všeho druhu. Generální ředitelka společnosti YouTube Susan Wojcicki nicméně vyjádřila obavy, že nová legislativa by mohla snížit schopnost milionů lidí nahrávat videa na YouTube, což je přísně odmítáno podporovateli reformy autorských práv.
Jiné tvrzení od kritiků zahrnují názory, že všichni poskytovatelé obsahu budou nuceni používat drahé filtry obsahu, a pouze velké americké firmy z oblasti technologií mají dostatečné zdroje pro vývoj takových systémů, a že outsourcing takového úkolu má důsledky pro soukromí.
Ve variantě návrhu z prosince 2018 je obsažena povinnost provozovatelů spolupracovat s držiteli práv na tom, aby se autorsky chráněný obsah, o kterém dostal informace, na jeho službě vůbec nevyskytoval, k čemuž musí použít veškeré možné prostředky odpovídají profesním standardům. Tohoto cíle lze jenom velmi obtížně dosáhnout bez preventivního filtrování, skenování a prověřování veškerého uživateli vkládaného obsahu. Směrnice ale definuje, že její uplatňování k obecnému monitorování obsahu vést nesmí, takže návrh toto filtrování současně přikazuje i zakazuje.
Navrhovaný článek v červnu 2018 kritizovali v otevřeném dopisu akademici mezi nimiž byli i internetoví pionýři Vint Cerf a Tim Berners-Lee. Proti se postavili také britský spisovatel Neil Gaiman a komik Stephen Fry, Nadace Wikimedia, Creative Commons, Electronic Frontier Foundation nebo svaz evropských provozovatelů komerčních televizí. V ČR článek kritizoval Svaz průmyslu a dopravy ČR, Hospodářská komora České republiky, ICT Unie a Seznam.cz.

## Lidská práva
Úřad Vysokého komisaře OSN pro lidská práva vznesl obavy, že návrh je neslučitelný s Mezinárodním paktem o občanských a politických právech z roku 1966. Ve veřejném dopisu zvláštnímu zpravodaji Davidu Kayemu argumentoval, že neochota návrhu stanovit přesné povinnosti pro hostitele obsahu vytvořila „značnou právní nejistotu“, která je v rozporu s požadavkem smlouvy, že „omezení práva na svobodu projevu“ bude „zajištěno zákonem“. Dospěl k závěru, že by to mohlo vést k „tlaku na poskytovatele sdílení obsahu“. Kaye také kritizovala nedostatek „předchozí soudní kontroly“, která by byla součástí systémem, a podobně mimosoudní povaha jeho odvolacího procesu.
V dopise se rovněž objevily obavy týkající se nedostatečné ochrany neziskových organizací, i když by byly tyto skupiny před zveřejněním z návrhu vyloučeny. EU byla vyzvána, aby odpověděla do 60 dnů.

## Protesty

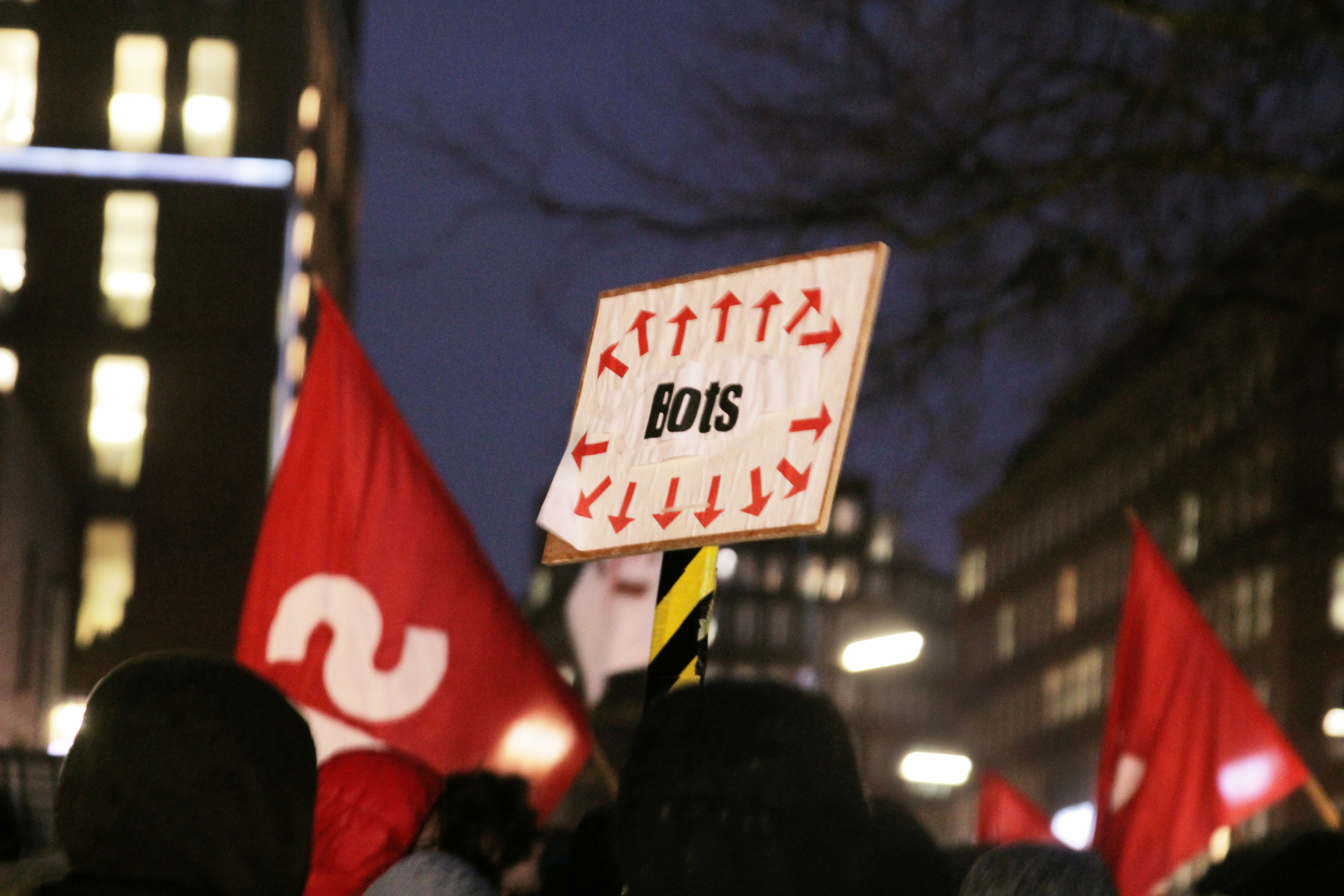
Protestní transparent proti výroku europoslance Svena Schulze o tom, že za protestními emaily stojí firma Google, protože byly odeslány prostřednictvím služby Gmail, během demonstrace v Hamburku 6. března 2019

Začátkem července 2018 italská Wikipedie na protest proti navrhované směrnici dočasně znepřístupnila svůj obsah.
Německý Twitch streamer Sebastian Worms vyzval k veřejné demonstraci proti článku 13 navrhované směrnice. Jeho výzvu podpořili i další v Německu známí youtubeři. Na protestech v Kolíně nad Rýnem se 16. února 2019 sešlo kolem 1500 lidí.
Další demonstrace proti článku 13 se 23. února 2019 zúčastnilo přibližně 2000 lidí.
Na demonstraci proti článku 13 a za svobodu Internetu se 2. března 2019 sešlo v Berlíně kolem 3500 protestujících.
Další demonstrace v různých evropských městech byly svolány na 23. března 2019. Poté co se Evropská lidová strana pokusila svolat hlasování o směrnici na dřívější datum, což bylo kritiky vyloženo jako pokus obejít již svolané protesty, byly v Německu svolány další protesty na 5. až 9. března a na 16. a 17. března 2019.
16. března proběhly další demonstrace v Kolíně nad Rýnem a v Magdeburgu – každá s účastí do 1000 lidí.
23. března proběhly demonstrace proti článkům 11 a 13 v několika desítkách evropských měst. V Německu protestovalo několik desítek tisíc lidí v Berlíně, Postupimi, Hannoveru, Rostocku a dalších přibližně 40 městech. Rovněž ve švýcarském Curychu se sešlo více než tisíc lidí. V České republice proběhly demonstrace svolané Českou pirátskou stranou za účasti několika stovek lidí v 10 městech. Další protesty probíhaly ve Francii, Nizozemsku, Rakousku, Dánsku, Polsku, Rumunsku a Řecku.
Německá spolková vláda zmínila protesty veřejnosti ve své společném prohlášení k připravované směrnici na Radě Evropské unie 15. dubna 2019.

### Vypnutí Wikipedií
Poprvé proti návrhu směrnice jednodenním vypnutím 4. července 2018 před hlasováním Evropského parlamentu protestovaly komunity italské, španělské, portugalské a polské Wikipedie.
Komunita německojazyčné Wikipedie se na začátku března rozhodla protestovat proti návrhu směrnice znepřístupněním jejího obsahu 21. března 2019. Již dříve se k návrhu negativně vyjádřila i nadace Wikimedia. Komunity editorů české, slovenské a dánské Wikipedie se rozhodly přidat k protestu německé Wikipedie a 21. března 2019 na jeden den znepřístupnit obsah Wikipedie ve svých jazycích.